# 58 Persei
58 Persei (e Persei) é uma estrela na direção da Perseus. Possui uma ascensão reta de 04h 36m 41.43s e uma declinação de +41° 15′ 53.5″. Sua magnitude aparente é igual a 4.25. Considerando sua distância de 642 anos-luz em relação à Terra, sua magnitude absoluta é igual a −2.34. Pertence à classe espectral G8II comp.